# 빛

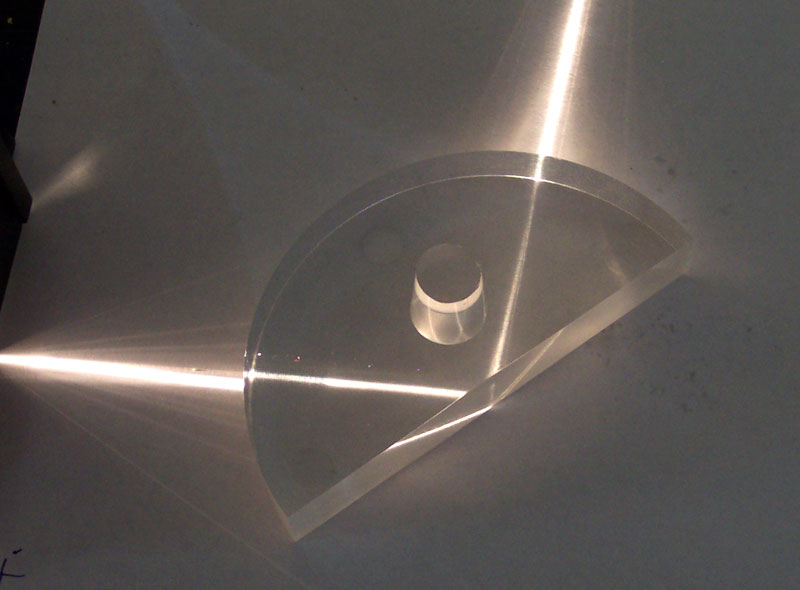

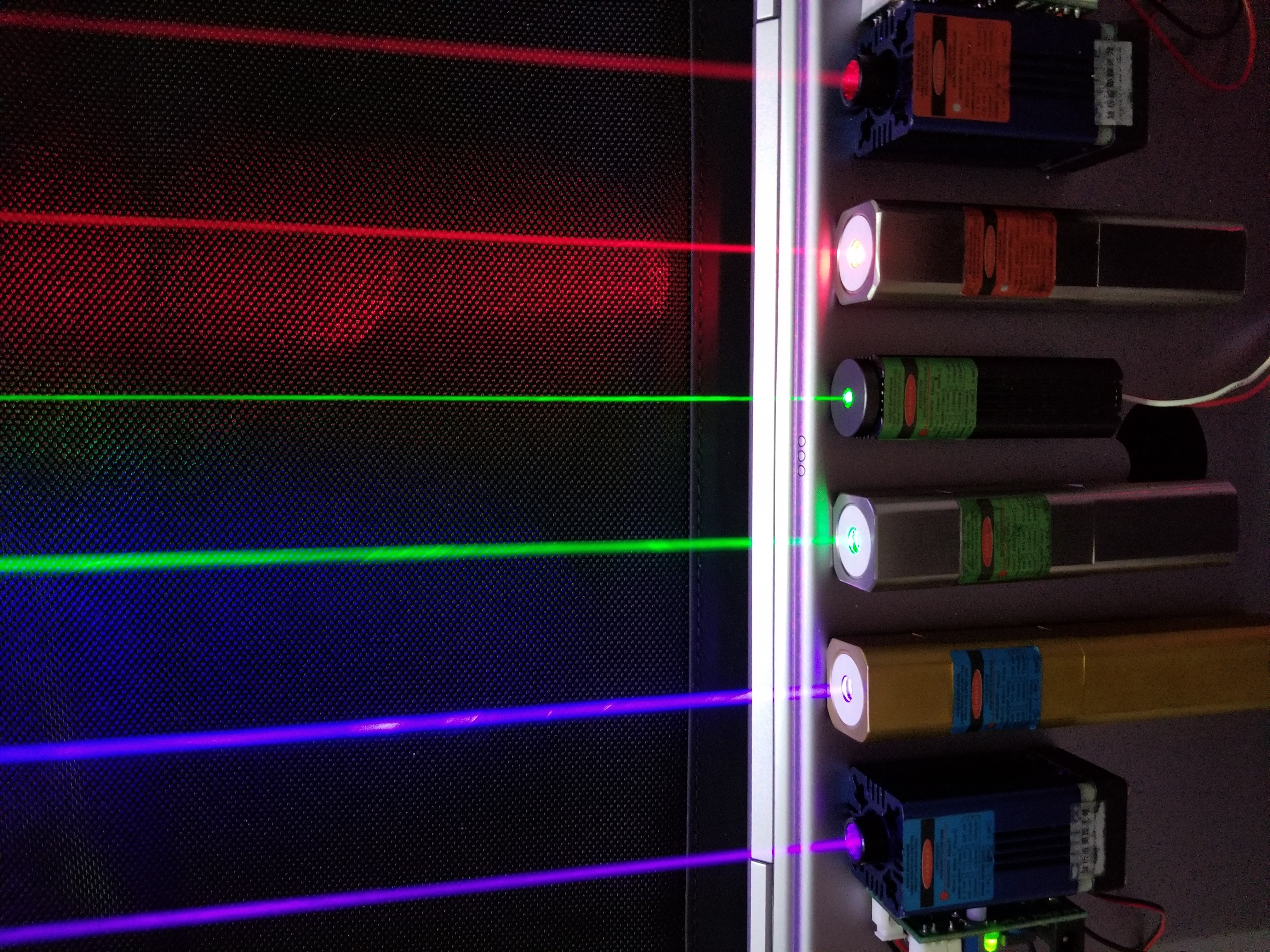
레이저 빛의 모습.

빛(영어: light)은 좁은 의미에서 가시광선, 즉 일반적으로 사람이 볼 수 있는 영역의 전자기파를 의미하고, 넓은 의미에서 전파, 적외선, X선 등 모든 영역의 전자기파를 의미한다. 물리학에서 주로 넓은 뜻으로 쓰인다.

## 물리학에서 보는 빛
고전 물리학에서 보는 빛은 전자기파이며, 매질 없이 전파한다. 전기 또는 자기를 띠는 물질이 가속 운동하면 전자기파가 전파한다. 그러나 빛은 회절과 간섭의 파동성을 띤다. 양자 물리학에서 보는 빛은 파동뿐 아니라 입자로서 이중성을 갖는다. 아인슈타인의 광양자 가설에 따라 빛은 일정한 에너지를 갖도록 양자로 되어(개수를 셀 수 있는 단위로 되어) 있다.
빛은 인간의 눈에 보이는 보통 전자기 방사선을 알아내기 위한 복사 에너지이고, 시각을 담당한다. 가시광선은 일반적으로 700 나노 미터, 400 나노 미터(㎚), 또는 400×10⁻⁹m 범위의 파장을 갖는 것으로 정의된다. 이 숫자는 인간의 시각의 절대 한계를 나타내지 않지만, 대략적인 범위에서 대부분 사람들이 대부분의 상황 안에서 잘 볼 수 있다. 가시광선은 크게 380-800nm 좁게는 420-680nm로 정의한다. 이상적인 실험실 조건에서, 사람들은 적어도 1050nm 까지의 적외선을 볼 수 있다. 어린이와 젊은 성인은 약 310-313nm 아래로 자외선을 볼 수 있다. 가시광선의 기본 특성은 강도, 전파 방향, 주파수 또는 파장 스펙트럼, 편광이다. 빛은 진공에서 속도가 초당 299,792,458m(약 3×10⁸m) 이고 자연의 기본 상수 중 하나이다. 가시 광선은 전자기 방사 (EMR)의 모든 유형으로, 실험적으로 항상 진공 상태에서 위의 이동속도를 찾을 수 있다. EMR의 모든 유형의 공통점, 가시 광선이 방출되는 광자라는 작은 "패킷"에 흡수하고, 파동과 입자 모두의 특성을 나타낸다. 이 속성은 파동 입자 이중성이라고 한다. 광학으로 알려진 빛의 연구는 현대 물리학에서 중요한 연구 분야다. 물리학에서, 빛은 때때로 어떤 파장의 전자기 복사선 가시적인지 여부를 의미한다. 이 글은 가시 광선에 초점을 맞추고 있다. 일반적인 용어에 대한 전자기 방사선 문서를 참고하라.

## 빛의 원천
우리가 사물을 볼 수 있는 것은 빛 때문이다. 우리 주위에서 쉽게 볼 수 있는 태양이나 불빛은 그 자체가 빛의 원천(광원, 光源)이다. 광원이 아닌 다른 사물에서 산란되어 우리가 볼 수 있는 것은 광원에서 나온 빛이 그 사물에서 산란되어 우리 눈에 닿기 때문이다. 광원은 자연광과 인조광으로 나눌 수 있다. 자연광은 우리가 조절할 수 없는 광원에서 나온다. 이러한 광원에는 태양과 별이 있다. 인조광은 우리가 조절할 수 있는 광원에서 나온다.

### 빛의 생성
모든 빛은 원자에서 나온다. 원자는 다른 광원의 빛을 흡수하거나 다른 입자와 부딪칠 때 에너지를 얻는데, 바로 이때 빛이 생긴다. 에너지를 얻은 원자는 들뜬 상태에 있다고 한다. 대개 원자는 아주 짧은 시간 동안만 들뜬 상태로 있다가, 곧 얻었던 에너지를 다시 내놓고 들뜬 상태에서 원래의 상태로 돌아간다. 이때 나오는 에너지는 다른 원자에 다시 흡수되거나 방출된다. 원자를 들뜬 상태로 만드는 데 필요한 에너지와 원자가 빛으로 내놓는 에너지는 원자의 종류에 따라 다르다.
보통 빛은 호수 위를 전파해가는 수면파와 같은 파동이라고 설명한다. 또 빛은 광자라고 하는 입자로 설명하기도 한다. 빛을 파동으로 설명하든 입자로 설명하든, 두 경우 모든  빛이 에너지를 가진다는 사실은 틀림없다.

### 그 밖의 광원
많은 물질은 에너지를 얻어 열을 내지 않고도 빛을 내놓는다. 이런 물질들이 내는 빛을 냉광이라고 한다. 어떤 냉광물질은 에너지를 받다가 중단되도 한참 동안 어둠 속에서 빛을 낸다. 이런 빛을 인광이라고 한다. 인광을 내는 물질의 원자는 들뜬 상태로 오랫동안 머무르면서 계속 빛을 낸다. 인광물질은 야광시계의 바늘이나 숫자와 같이 어둠 속에서 빛을 내는 부분에 쓰인다. 한편, 물질이 에너지를 받는 동안에만 내는 빛을 형광이라고 한다.
반딧불이를 비롯한 몇몇 생물은 몸 안에 들어 있는 화학물질이 결합해 다른 화합물을 만드는데, 이 화학물에는 들뜬 상태의 원자들이 들어 있다. 이 들뜬 상태의 원자들이 원래의 정상 상태로 돌아갈 때 광자가 나온다. 이러한 과정을 생물발광이라고 한다.
태양은 핵에서 수소 원자 사이에 핵반응이 일어나 아주 많은 에너지가 나오기 때문에 빛을 낸다. 광자와 다른 입자들은 그 에너지를 가지고 태양 표면으로 나와 원자들을 들뜬 상태로 만든다. 들뜬 상태의 원자는 원래의 상태로 돌아가면서 빛을 낸다. 다른 모든 별도 이와 같은 과정으로 빛을 낸다.
우리는 간혹 극지방에서 오로라를 볼 수 있다. 이 오로라가 빛나는 이유는 공기 분자 때문이다. 태양에서 빠른 속도로 날아오는 입자가 지구 상공에서 공기 분자와 부딪치면 공기 분자는 에너지를 얻어 들뜬 상태가 되었다가, 빛을 내놓으면서 원래 상태로 돌아간다. 이러한 충돌이 밤에 일어나면, 눈으로 볼 수 있을 만큼 충분히 밝은 빛을 낸다.
레이저는 모든 광자가 똑같은 에너지를 가지고 같은 방향으로 나아가는 강한 광선을 만드는 장치이다. 레이저는 과학 연구, 외과 수술, 전화 통산 따위에 중요하게 쓰이며, 그 밖에도 군사나 산업 분야에 널리 쓰인다.

## 빛의 속력

빛이 지구에서 달까지 도달하는 데 걸리는 시간을 나타내는 애니메이션. 약 1.3초가 걸린다

빛의 속력을 측정하려 한 사람 중에 17세기 갈릴레오 갈릴레이가 있다. 갈릴레이는 약 1km 떨어진 곳에서 서로 등불을 가지고, 상대방의 등불이 보이면 바로 등불을 열게 하는 방법으로, 그 시간차를 통해 광속을 측정하려고 했다. 그러나 이 실험에서는 빛이 왕복하는 데 걸린 시간이 10만분의 1초 정도로 매우 짧아 속력을 제대로 측정할 수 없었다.
진공에서 빛의 속력은 정확하게 299,792,458m/s (2.9x108,초당 약 186,282마일)으로 정의된다. SI 단위로 빛의 속력의 고정 된 값은 이제 빛의 속력의 관점에서 정의된다는 사실에 기인한다. 모든 형태의 진공에서 전자기 방사는 정확히 같은 속력으로 이동한다.
덴마크의 천문학자인 올러 뢰머는 1676년, 목성의 위성인 이오의 관찰을 통해서 빛의 속력을 측정하였다. 뢰머는 목성이 지구에 가장 근접했을 때 예측한 것보다 11분 일찍 이오의 월식이 일어난다는 것을 알았고, 가장 멀리있을 때는 예측보다 11분 늦게 일어난다는 사실을 발견했다. 뢰머는 그 22분이 빛이 지구의 공전궤도의 지름을 지나는 시간이라고 계산하여 빛이 2.12×10^8 m/s라고 추정했다.
프랑스의 물리학자 이폴리트 피조는 1849년 더 정확하게 빛의 속력을 측정하였다. 피조는 빛이 톱니바퀴를 통과한 후 8.9km 떨어진 곳의 거울에 의해 반사가 되어 다시 톱니바퀴로 돌아오는데, 그 각속도를 이용해 빛의 속력을 측정하였다. 피조는 빛의 속력을 3.13×10^8 m/s라고 측정하였다. 1862년 레옹 푸코는 회전하는 거울을 통해 실험을 하여 2.98×10^8 m/s라는 결과를 얻었다, 앨버트 에이브러햄 마이컬슨은 1877년부터 그가 죽은 해인 1931년까지 빛의 속력 측정실험을 했다. 마이컬슨은 푸조의 방법을 개량해 1926년에 2.99796×10^8 m/s라는 결과를 얻었다.
현재 사용하고 있는 빛의 속력은 진공에서 2.99792458×10^8 m/s이다. 실제로 오늘날에는 미터 자체를 1/299 792 458초 동안 빛이 이동한 거리로 정의하고 있다. 이 속력은 1초에 지구를 일곱 바퀴 반을 돌 수 있고 지구에서 달까지 가는 데 1초 정도 걸리는 매우 빠른 속력이다.
통상의 물질을 포함하는 각종 투명 물질에서 빛의 유효 속력은 진공에서보다 작다. 예를 들어 물에서 빛의 속력은 진공의 약 3/4이다.
극단적인 예를 들어서 자연에서 빛 둔화의 문제는 물리학의 두 개의 독립적 인 팀인 하버드 대학과 캠브리지의 과학 연구소, 하버드의 천체 물리학을 위한 스미스소니언과 캠브리지에서 원소 루비듐의 보즈 - 아인슈타인 응축을 통과하여 "완전한 정지"를 가져올 수 있었다
그러나 빛의 “중지”로 설명됐다. 이러한 실험에서 두 번째 레이저 펄스에 자극에 의해 원자의 흥분 상태에 저장되는 빛만을 의미하고 임의만이 나중에 다시 방출 된다.
이 시간동안 빛은 중단했다.

## 전자기 스펙트럼과 가시 광선
일반적으로 전자파, 또는 EMR은 라디오, 전자파, 빛, 자외선, X 선 및 감마선, 적외선, 가시 광선 영역으로 파장에 의해 분류된다.
EMR의 동작은, 그 파장에 따라 달라진다. 높은 주파수는 보다 짧은 파장을 가지며, 더 낮은 주파수는 더 긴 파장을 갖는다. EMR 단일 원자와 분자와 상호 작용하면, 그 동작은 운반 양자 당 에너지의 양에 의존한다.
가시광 영역의 EMR은 분자의 결합 또는 화학적 변화로 이어질 분자 내의 전자의 여기를 야기 할 수 있는 에너지의 하단부에 아르 퀀텀 (불리는 광자)로 구성된다. 가시 광선 스펙트럼의 하단에서, EMR 사람 (적외선)의 광자가 더 이상 인간의 망막에 시각적 분자 망막에서 지속 분자 변화 (형태의 변화)를 야기하기에 충분한 각각의 에너지가 없기 때문에 보이지 않는 변화는 비전의 감각을 트리거한다.
가시 광선 스펙트럼의 하단에서 EMR은 사람(적외선)의 광자는 더 이상 인간의 망막 시각 분자 망막의 지속 분자 변화 (컨 포메이션의 변화)를 일으킬 정도로 개별 에너지를 가지고 있지 않은 위해서 보이지 않는 수정 사항은 비전의 감각을 트리거한다.
양자에 의해 흡수 뿐 아니라 적외선의 다양한 유형의 민감한 동물들은 존재한다. 뱀의 적외선 감지 세포의 물은 작은 패킷이 적외선에 의해 온도가 상승하는 자연 열 화상의 종류에 따라 달라진다. 이 범위의 EMR이 동물이 분자 진동 및 난방 효과를 발생해 감지하는 방법이다.
가시광선의 범위보다도 자외선은 360nm~400nm 이하 각막 내부렌즈에 의해 흡수되기 때문에 사람에게는 보이지 않는다. 거기에다가 사람 눈의 망막에 있는 간상체와 추상체는 매우 짧은 검출을 하고 자외선에 의해 손상을 입는다.

## 빛의 성질

### 직진
빛의 가장 기본적인 성질은 측지선을 따라 이동하는 것이며, 이를 빛이 직진한다고 한다.

### 반사와 투과
빛이 얇은 유리판과 같은 투명한 매질의 표면으로 입사할 때 이 빛은 빛을 산란시키는 밀집된 거대한 원자 배열을 볼 것이다. 이 파의파장은 ~500nm인 반면에 원자 크기 및 원자간격(0.2nm)은 수천분의 1 정도로 빛의 파장보다 더 작다. 밀한 매질을 지나가는 투과의 경우 산란된 전파는 각각 서로를 지워버리지만 앞쪽 방향, 즉 앞으로 진행하는 빛은 그대로 유지된다. 그러나 이러한 과정은 매질의 불연속적 경계면이 없다고 가정할 때만 일어날 수 있다. 이 과정은 (공기 및 유리와 같이) 2개의 서로 다른 투명한 매질들 사이의 경계면에서는 적용되지 않는다. 이러한 경계면은 사실 울퉁불퉁한 불연속 경계면이다. 빛이 경계면에 입사할 때 일부의 빛은 뒤로 되반사하는데, 이러한 현상을 반사(reflection)라고 부른다. 이상적인 금속의 경우 빛을 100% 반사시키는데, 이를 수학적으로 설명할 수 있다. 빛의 파동함수가 금속의 경계면으로 진입하면, ψ(x,t)=Ae^i(kx-ωt+φ)의 항 중에 실수부가 사라지고 허수부만 남게 된다. 이는 실존하는 빛을 표현할 수 없으므로 빛은 금속 내부를 진행할 수 없다는 것을 나타낸다. 따라서 빛은 금속을 통과하지 못하고 100% 반사되어 나오게 된다.

### 굴절
빛의 임의의 각도로 경계면으로 들어갈 때, 이 면이 대표적인 불균질 매질에 대응하고 이 면을 구성하고 있는 원자가 반사광처럼 뒤쪽으로 그리고 투과광처럼 앞쪽으로 모두 빛을 산란 시킨다. 입사광선이 휘거나 구부러지는 현상을 굴절(refraction)이라고 한다. 이때 빛은 스넬의 법칙(Snell's law)을 따라 굴절한다. 스넬의 법칙이란 입사하는 매질의 굴절률과 입사각이 n1,θ1이고 굴절하는 매질의 굴절률과 굴절각이 n2,θ2일 때 n1sinθ1=n2sinθ2을 만족한다는 법칙이다. 진공에서 빛의 속력 c와 물질 속에서 빛의 속력 v의 비, 즉 n=c/v를 굴절률이라 한다. 빛은 진공에서 보다 물질 속에서 더 느리게 진행하므로 물질 속에서 굴절률은 항상 1보다 크고, 진공에서 굴절률은 정확히 1이다.

### 간섭
빛을 나타내는 파동함수는 이차 선형 편미분 방정식의 해로 나타낼 수 있다, 따라서 이 파동함수는 중첩의 원리(principle of superposition)를 따른다. 달리 말하면 '빛의 간섭이란 2개 혹은 그 이상의 빛이 상호작용하여 얻어진 합성파의 복사조도(irradiance)가 성분 광파의 복사조도를 단순히 더한 값과 달라지는 현상'이라고 볼 수 있다. 예를 들어 두 가지 빛을 ψ1(x,t)=Ae^i(k1x-ωt+φ),ψ2(x,t)=Be^i(k2x-ωt+φ)로 나타내면, 중첩된 빛은 ψ12(x,t)=Ae^i(k1x-ωt+φ)+Be^i(k2x-ωt+φ)로 나타낼 수 있다.

### 회절
음파, 물질파, 빛을 포함한 모든 파동에서 회절(diffraction)은 진행하는 파면의 일부가 차단되었을 때 발생하는 파동 현상의 일반적인 특성이다. 투명하거나 불투명한 장애물을 만나서 일부 파면의 진폭이나 위상이 변하게 되면 회절 현상이 나타난다. 장애물을 지나 진행하는 파면상의 각 부분은 서로 간섭(interference)하여 회절무늬라 불리는 독특한 에너지밀도 분포를 형성한다. 간섭과 회절은 명확하게 물리적으로 구분되지 않는다. 그러나 항상 적절한 것은 아니지만 관례적으로 몇 개의 파가 중첩되는 경우에는 간섭으로, 대단히 많은 수의 파가 중첩되어 나타나는 현상은 회절로 구분한다. 그렇더라도 많은 파의 중첩을 취급하는 경우 한편으로는 다중광속 간섭이라 부르고 다른 한편으로는 격자에 의한 회절이라고 부른다.
일각에서는 빛의 회절을 불확정성의 원리로 설명하기도 한다. 불확정성의 원리란, 파동에서 변위의 불확정성과 운동량의 불확정성의 곱이 상수값보다 항상 크거나 같음을 말한다.(Δx*Δp≥ħ/2) 빛이 슬릿으로 진입하면서 파동의 범위의 불확정성(Δx)이 감소하므로, 파동의 운동량의 불확정성(Δp)이 증가해서 빛의 방향의 불확정성이 증가한다는 논리이다.

## 광원

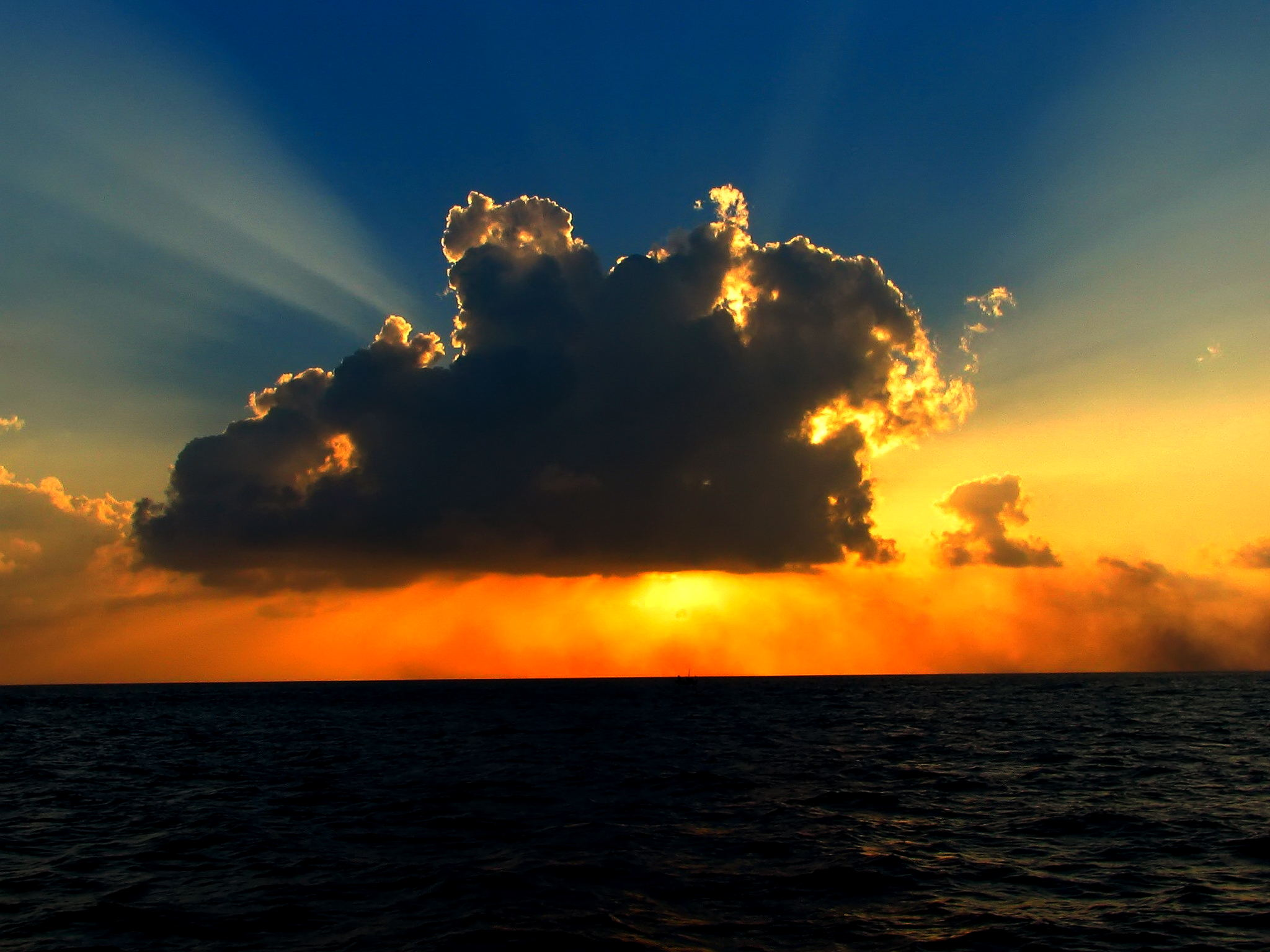
햇빛에 비추어진 구름

많은 광원들 중 가장 널리 알려진 것은 열이다. 물체의 온도에 따라 특정한 흑체 복사 스펙트럼을 방출한다. 예를 들어, 태양 주위의 6000K의 온도인 채층에서는 가시광선에서 최댓값을 가지는 전자기 스펙트럼을 방출하고, 그보다 온도가 낮은 백열등의 경우는 방출하는 에너지의 약 10% 정도가 가시광선 영역에 있고, 나머지는 적외선 영역에 있다.
흑체 복사 스펙트럼의 최댓값은 차가운 물체일수록 적외선 영역에 존재한다. 그리고 온도가 높아질수록 최댓값은 짧은 파장 영역으로 이동하여 처음에는 가시광선 영역의 빨간색을 지나 파란색으로 이동하고, 결국 가시광선을 벗어나 자외선 영역으로 이동한다. 금속을 가열할 때 빨간색을 내는 것보다 파란색을 내는 것이 더 높은 온도인 것이다.
원자는 빛의 특정 에너지만을 방출하거나 흡수한다. 이 현상은 각 원자에 따라 특정한 스펙트럼의 ‘방출선’을 나타나게 한다. 다이오드에서 빛의 방출, 가스램프(네온등이나 네온사인, 또는 수은기체 등), 불꽃과 같은 것은 방출의 예이다. 예를 들어, 나트륨을 태울 때 그 불꽃은 노란색이다.
전자와 같이 자유입자가 감속할 때에도 가시광선을 만들어 낸다. 예를 들어 사이클로트론 복사, 싱크로트론 복사, 제동 복사 등이 있다. 입자가 물질 속에서 빛보다 빠르게 움직일 때 그 물질은 체렌코프 복사를 하게 된다.
특정 화학 물질의 연구는 화학 발광에 의해 가시 광선을 생산하고 있다. 생명체에서, 이 공정은 생물 발광이라고 불린다. 예를 들어, 반딧불은 이 의미에 의해 빛을 생산하고 보트는 물이 빛나는 웨이크 생산에 의해 플랑크톤을 방해 할 수 있다. 그들은 더 많은 에너지 방사선과 형광으로 알려진 과정에 의해 조명될 때 특정 물질이 빛을 생산하고 있다. 어떤 물질보다 에너지 방사선에 의해 빛을 천천히 방출한다. 이것은 인광으로 알려져 있다. 인광 재료는 아 원자 입자를 퍼 붓는 것에 의해 흥분 될 수 있다. 음극선이 하나의 예다. 이 메커니즘은 브라운관 텔레비전과 컴퓨터 모니터에 사용된다.

## 빛의 압력
빛은 해당 경로에 있는 개체에 물리적 압력을 가한다. 맥스웰 방정식에 의해 추론될 수 있는 현상이지만 빛의 입자 특성에 의해 설명되는 것은 쉽지 않다. 가벼운 압력은 빛의 속도에 의해 분할 된 빛의 힘과 동일하다. 때문에 빛의 크기, 빛의 압력의 효과는 모든 물체를 무시한다. 예를 들어 하나의 밀리 와트의 레이저 포인터는 한 물체에 대해 약 3.3피코뉴턴의 힘을 가한다. 따라서, 하나의 레이저 포인터로 미국의 페니를 들어올릴 수 있지만 약 30억-mW 레이저 포인트를 필요로 한다. 그러나 NEMS 같은 나노미터 스케일의 애플리케이션에서 가벼운 압력의 효과가 더 중요하고 NEMS 매커니즘을 구동하는 것과 나노미터 크기의 물리적 스위치를 누른 빛의 압력인 집적 회로는 활발한 연구 분야이다.
큰 규모에서, 빛의 압력은 소행성이 더 빨리 회전할 수 있게 한다. 솔라 세일의 가능성은 우주에서 가속화되었다. 우주 안에서 조사 중이다.
비록 Crookes 복사계의 움직임이 빛의 압력에 의한 결과 일지라도 이 해석은 부정확하다. Crookes의 회전의 특성은 진공의 결과이다. 이것이 Nichols의 복사계와 혼동되지 않는다면 토크의 의해 야기되는 행동은 빛의 압력에 의해서 직결된다.

## 빛에 대한 이론

### 고대 그리스와 헬레니즘
기원전 5 세기에서, 엠페도클레스는 모든 것이 네 가지 요소로 구성되었다고 한다. 불, 공기, 흙과 물. 그는 아프로디테가 4가지의 요소로 사람의 눈을 만들었다고 믿었다. 사실이라면, 다음 하나는 밤에 단지뿐만 아니라 낮에는 볼 수 있었다. 그래서 엠페도클레스는 태양과 같은 소스에서 눈에서 광선과 광선 사이의 상호 작용을 가정했다.
약 300 BC에서, 유클리드는 가정하였다. 빛이 직선으로 여행하는 것과 그는 반사의 법칙을 묘사하고 수학을 공부하였다. 그는 눈이 눈으로부터의 빔의 결과, 그는 어떻게 빛이 도달하고 만약에 그의 눈을 감으면 어떻고 밤에 눈을 열면 어떠할지 궁금해 했다. 물론 눈에서 빔이 무한대로 빠르게 이동하면 문제가 되지 않는다.
기원전 55년, 루크 레셔는 그리스의 원자론의 아이디어에 대해 썼다. 빛 과 태양의 열은 그들이 꺼지기 전 까지에는 원자로 구성되어있다. - 우주의 본질에
나중에 입자 이론과 유사에도 불구하고 루크 레셔의 견해는 일반적으로 인정되지 않았다.
프톨레마이오스 (C. 2 세기)는 그의 책 광학에서 빛의 굴절에 대해 썼다.

### 고대 인도
고대 인도에서 Samkhya 와 Vaisheshika의 힌두교 학교에서 기원 후 세기 초에 빛  이론을 개발했다. Samkhya 학교에 따르면 빛은 총 요소의 밖으로 가장 기본이 되는 5가지 “미묘한” 요소이다. 이들 원소의 자성은 특별히 언급되지 않고, 그것은 실제로 연속으로 촬영 한 것으로 보인다. 한편 Vaisheshika학교는 시간과 공간 두 개의 비 원자의 물리적 이론을 주었다. 기본 원자는 지구, 물, 불, 공기이다. 광선은 테자스 원자의 높은 속도를 가져온다. 빛의 입자는 속도와 테자스 원자의 배열에 의해 다른 특성을 나타 낼 수 있다.  Vishnu Purana는 햇빛을 “태양의 일곱 광선”으로 말한다.
5세기의 Dignāga와 7세기의 Dharmakirti 같이 원자론의 유형을 개발한 인도의 불교는 실제로 원자 단체로 에너지 혹은 빛으로 깜빡이게 구성되어있다. 그들은 빛같은 동등한 에너지의 원자를 보았다.

### 데카르트
르네 데카르트는 빛이 이븐 알하이탐과 Witelo의 "형태"뿐만 아니라, 베이컨, Grosseteste, 케플러의 "종"을 거부하고, 발광체의 기계적 특성이었다고 말했다. 1637년에 그는 빛의 굴절 이론을 발표했다. 그의 이론은 불확실했다. 빛이 중간 밀도보다 적은 밀도보다 더 빠르게 이동한다고 가정하였다. 데카르트는 음파의 행동을 비유하여 결론에 도착했다. 비록 데카르트는 상대 속도에 대해 잘못이 있었지만, 그는 빛이 굴절을 다른 물질의 빛이 속도에 대해서 정확한 가정을 했다. 데카르트는 처음으로 기계적 비유를 사용하지 않았지만 그가 분명히 빛 발광체 및 전송 매체의 기계적 특성이라고 주장하기 때문에, 데카르트의 빛 이론은 현대 물리 광학의 시작으로 간주 한다.

### 뉴턴의 입자설
피에르 가상디(1,592 - 1,655)는 1660년 사후에 출판 된 빛의 입자 이론을 제안하였다. 아이작 뉴턴은 이른 나이에 가상디의 이론을 공부하고, 플레넘의 데카르트 이론에 자신의 견해를 선호했다. 그는 빛의 원천에서 모든 방향으로 방출 된 미립자 (물질의 입자)로 구성되었다고 그의 가설에 진술했다. 빛의 파동성에 대한 뉴턴의 주장 중 하나는 빛이 직선으로 이동하는 동안 파장이 장애물 주위로 구부러져 있다는 것이었다. 그러나 그는 빛 입자가 오드 지역화 웨이브를 만들 수 있게 함으로써 (프란체스코 그리말디에 의해 관찰되었다) 빛의 회절 현상을 설명했다.
아이작 뉴턴이 스펙트럼 현상을 실험할 당시 백색광이 프리즘에 의해 색이 분해되는 것은 이미 알려진 사실이었다. 이것은 어둠이 색을 변화시키거나 프리즘에 의한 굴절이 빛의 성질을 변화시키기 때문이라는 것이 그 당시의 설명이었다. 뉴턴은 프리즘에 의해서 분해된 광선 하나를 다시 프리즘에 통과 시키면 색이 더 이상 분해되지 않는 것을 실험해 보았다. 이 사실로 뉴턴은 어둠이나, 프리즘에 의한 굴절에 의해 빛의 성질이 바뀌지 않는다는 것을 알게 되었다. 그는 각각의 색에 대응되는 서로 다른 크기의 빛 입자가 존재하고, 그 입자가 각각 다른 수의 진동을 일으켜서 색을 만들어 낸다고 주장했다. 다시 말해서 가장 큰 크기의 빛 입자가 최대 진동수인 적색을 만들고, 가장 작은 크기의 빛 입자가 최소 진동수인 청색을 만들어 낸다고 했다. 1704년 뉴턴은 그의 광학 이론을 집대성한 책 《광학》을 출판하였다. 그 책에서 뉴턴은 "빛의 사선(射線)이 물질로부터 발사되는 작은 물체"라고 적었고, 그 이유는 이러한 물체는 같은 매질 속을 지날 때, 그림자 쪽으로 휘어지지 않고 직진하기 때문이라고 했다. 뉴턴의 명성 때문에 입자설은 18세기 동안 정설로 확고한 위치를 지켰다.

### 파동설

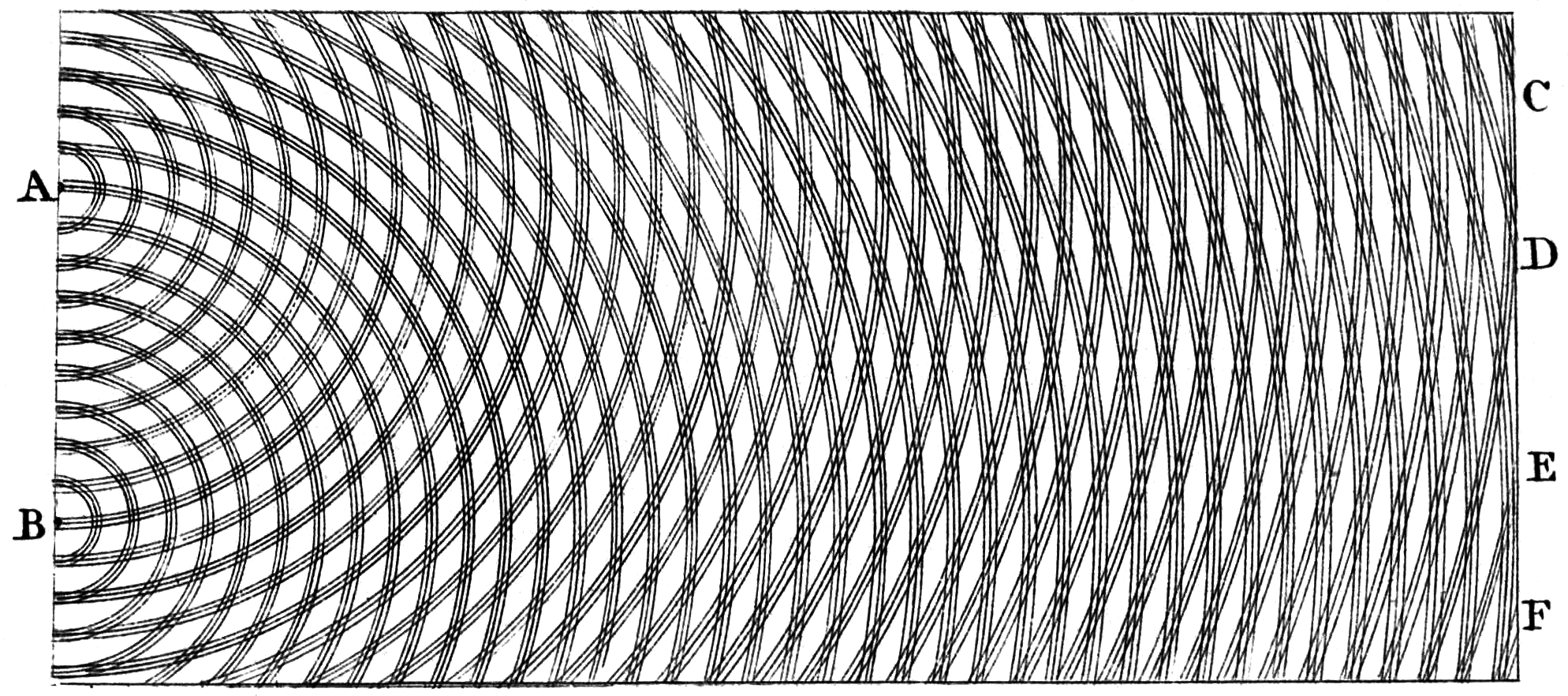
토마스 영의 이중슬릿 실험. 영의 실험은 빛의 파동설을 뒷받침한다.

네덜란드 출신의 프랑스 과학 아카데미 회원이었던 크리스티안 하위헌스는 빛의 파동설을 주장했다. 그는 하위헌스 원리를 통해 파동이 전해지는 방법을 설명한 것으로 그 이름이 알려져 있다. 빛의 파동설은 프랑스의 르네 데카르트와 영국의 로버트 훅이 기초하고 하위헌스가 완성한 이론이다. 하위헌스는 빛이 교차할 때 서로 방해를 받지 않고 투과한다는 이유로 빛의 파동설을 주장하였다. 만약 빛이 입자라면 충돌로 인해 반드시 빛이 흐트러지는 것이기 때문이다. 1690년 그의 빛에 관한 이론인 ‘빛에 관한 논문’을 발간하였다. 그는 빛의 파동을 전하는 매질로 우주 전체에 정지한 상태로 퍼져있는 에테르라는 물질이 있다고 주장했다. 뉴턴의 입자설과 하위헌스의 파동설은 둘 중 우세하다는 증거는 발견되지 않았으나, 뉴턴의 명성에 의해 입자설이 더 많이 지지를 받았다.
19세기가 되어 영국의 토머스 영이 ‘빛의 간섭 실험’을 발표하면서 빛의 입자설에 대한 확실한 반론이 나왔다. ‘파동의 간섭’이란, 두 파동이 중첩되었을 때 마루들은 보강간섭을 하고 골들은 소멸 간섭을 하여 줄무늬를 만드는 현상이다. 이런 파동의 간섭현상이 빛에서도 나타난 것을 영의 이중 슬릿 실험에 의해 밝혀졌다. 이런 줄무늬를 간섭 무늬라고 한다. 1803년 런던 왕립 학회에서 처음 이 실험을 발표했을 때, 학계의 권리에 부딪혀 받아들여지지 않았다. 그러나 이후 1818년 프랑스의 오귀스탱 장 프레넬은 빛의 회절을 파동설로 설명하였고, 1850년 프랑스의 레옹 푸코가 빛의 속도를 측정함으로써 파동설이 받아들어지게 되었다.
파동 이론의 또 다른 후원자는 레온하르트 오일러였다. 그는 파동이론에 의해서 회절이 더 쉽게 설명 될 수 있다고 논쟁 했다.
1815 암페어는 Fresnel에게 아이디어를 주었다. 아이디어 내용은 빛의 편광이 횡파라면 파동설에 의해 설명 될 수 있다고 하였다.
나중에, 오귀 스탱 장 프레 넬은 독립적으로 빛의 자신의 물결 이론을 일했으며, 1817년 Académie des 과학에 발표했다.
1821년까지 프레넬은 빛의 파동성을 수학적 방법을 통해 보여줄 수 있었다. 편광이 빛과 빛이 가로일 때 어떠한 진동이 일어나지 않을 때 파장이론에 대해 설명할 수 있었다.
파동이론의 약점은 음파와 같은 빛의 파동에서는 매질이 필요하다는 것이었다.
가상의 물질인 Luminiferous aeher은 1678년 Huygens가 마이 켈슨-몰리의 실험에 의해 19세기 후반 강한 의심을 하여 제안 되었다.

### 맥스웰의 전자기 이론

정지 상태의 광파. 빛의 두 성분의 진동을 보여주고 있다. 전기장과 자기장은 서로 수직이고, 가로방향의 파동을 형성한다.

가시 광선의 모든 유형 및 모든 전자파에 대한 설명으로 전자기 이론
1845년 마이클 페러데이는 직선 편광의 편광면이 광선이 자기장에 도달하였을 때 회전하는 것을 발견 하였다. 이 효과는 현재 페러데이 회전이라고도 한다. 이것은 빛이 전자기와 관련 되어있다는 증거였다. 1846년 그는 빛이 자기장 선을 따라 전파 방해의 형태임을 추정하였다.페러데이는 1847년 빛이 고주파 전자기 진동 이라고 주장하였다. 이는 심지어 매질의 부재등에 의해 에테르로 전파 될 수 있었다.
1867년 영국의 제임스 클러크 맥스웰은 전기와 자기가 밀접하게 관련이 있고 이를 수식적으로 나타내었다. 그는 전기와 자기사이의 상호작용으로 파장이 발생되고 전파되는 것을 알아냈다. 실제 전자기력은 파동의 형태로 전파되며, 전자기파는 서로 직각으로 진동하는 전기장과 자기장의 두 성분을 갖는다. 맥스웰은 진공에서 전자기파의 속도를 계산해 본 결과 빛의 속도와 일치하는 것을 확인하였다. 그는 빛이 전자기파의 한 형태라고 결론을 내었다. 맥스웰에 빛이 파동이라는 것은 수학적으로 엄밀하게 유도되었으므로 이는 빛의 파동설을 확고히 하였다.

### 광전 효과와 입자설의 부활
빛이 금속 표면에 충돌할 때 전자가 방출되는 현상을 광전효과라고 한다. 광전효과는 1887년 독일의 헤르츠가 우연히 발견하였다. 그 당시에는 빛이 파동인 경우 발생하는 현상으로 큰 관심을 갖지 않았다. 그러나 광전효과를 조사해 보면서 빛이 파동인 경우 설명하기 힘든 현상들이 나타났다. 방출되는 전자의 에너지는 빛의 세기가 아니라 빛의 진동수에 비례하는 것이 확인되었다. 게다가 어떤 특정 진동수보다 낮은 진동수를 가진 빛이 비추었을 때 빛의 세기에 관계없이 전자가 방출되지 않았다. 이 결과는 빛이 파동설로는 설명이 불가능한 것이었다. 마침내 1905년 알베르트 아인슈타인이 빛의 입자설의 부활을 통해 이 문제를 해결하였다. 아인슈타인은 빛 입자를 광자라고 불렀고 그의 주장을 광양자설이라 하였다. 그러나 압도적으로 많은 파동설의 증거 때문에 많은 물리학자들의 반론에 부딪혔다. 아인슈타인은 그의 주장을 뒷받침하는 많은 논문을 발표하는 노력을 통해, 결국 그의 광전 효과에 대한 설명이 인정받게 되었다. 아인슈타인은 광전효과를 설명한 공로로 1922년 노벨 물리학상을 수상하였다. 이것은 결정적으로 빛의 입자와 파동의 이중성과 양자역학의 기초를 마련하게 되었다.

### 입자와 파동의 이중성
아인슈타인의 광전효과에 대한 연구와 플랑크의 결과를 토대로, 현재의 이론은 빛이 입자적 성질과 파동적 성질이 모두 가지고 있다고 설명한다. 아인슈타인은 광자의 에너지는 광자의 진동수에 비례한다고 했다. 즉, 입자적 성질을 가진 광자와 파동이 가지는 성질인 진동수를 동시해 표현하였다. 일반적으로, 모든 물질은 입자성과 파동성을 동시에 가지고 있다고 했다. 파동으로 생각했던 빛이 입자라는 것을 보였다. 입자라고 생각한 전자가 파동임을 보인 것은 프랑스의 루이 드 브로이이다. 그는 1924년 물질파 이론을 제창하여 전자가 원자핵 쪽으로 가지 않고 일정한 궤도운동을 하는 것을 설명했다. 1927년에 미국의 클린턴 조지프 데이비슨이 실험적으로 전자에 파동적 성질이 있다는 것을 증명하였다. 결국 과학자들은 빛이 파동성과 입자성 두 가지를 모두 가지고 있다는 결론을 내렸다.

### 양자이론
1900년 막스 플랑크는 흑체복사를 설명하려고 시도했다. 빛이 비록 파동일지라도 이 파동은 그들의 주파수에 관한 유한한 양의 에너지를 얻거나 잃을 수 있다고 제안하였다. 플랑크는 (라틴어에서 “얼마나 많은”이라는 뜻) 빛 에너지의 “양자”, “덩어리”라고 불린다. 1905년 아인슈타인은 광전 효과를 설명하기 위해 빛 양자의 개념을 사용하고 이 빛 양자가 “진짜” 존재했다고 제안하였다. 1923년 아서 홀리 콤프 턴은 파장 변화가 저가동의 X-레이가 흩어져 보인다고 보였다. 지금은 파동이론이지만 전자가 X-레이의 입자 이론에 의해 설명되었다 1962년 길버트 N 루이스는 liqht quanta particles photons라고 이름 붙였다. 결국 양자 역학의 현대이론은 입자와 파동 둘로부터 왔다. 대신 현대 물리학은 거시적인 입자, 때로는 다른 거시적인 물, 파도의 한 종류로 수학적으로 설명 할 수 있는 무언가로 빛을 보고 있지만 실제로는 완전히 상상 할 수 없는 무언가이다. 가시광은 주파수 안의 중간을 차지한다. 이것은 쉽게 파동 혹은 입자 모델 때로는 두 가지 모두를 사용하여 기술하여 실험에 표시될 수 있다.

## 같이 보기
- 색
- 조명
- 채광권
- 레이저